# Cantus firmus
In musica, per cantus firmus ("canto fermo") si intende una melodia preesistente che costituisce la base di una composizione polifonica. Le prime composizioni polifoniche erano basate su un cantus firmus: il termine compare nei trattati teorici a partire dal XIV secolo.

## Storia

### Medioevo
La polifonia, nei primi secoli del Medioevo, era innanzitutto legata alla pratica estemporanea, che consisteva nel raddoppio del canto piano liturgico solitamente all’ottava o alla quinta: tale indicazione si trova nelle rubriche di alcuni messali del X-XI secolo, che non recano notazione musicale. Infatti, durante i primi secoli della liturgia cristiana non vi era uso di corredare i libri liturgici con i neumi: è solo a partire dal IX secolo che abbiamo testimonianze consistenti di libri liturgici con notazione musicale. In questo caso, però, si tratta di monodia liturgica. Per quanto riguarda la polifonia, bisogna attendere il X secolo perché la pratica compaia anche nella tradizione scritta. Tra i primi esempi di polifonia basata su cantus firmus vi sono due antifone, in cui è aggiunta una voce inferiore alla voce di canto piano. Le prime annotazioni sono composizioni omoritmiche prima a due, successivamente a più voci, basate appunto su canto piano liturgico: in questi primi sistemi di scrittura è indicata solo l’altezza delle note, e non ancora il ritmo. Un altro testimone fondamentale per la tradizione della polifonia dei primi secoli è il Tropario di Winchester. Esempi di polifonia sono presenti anche nel trattato Musica enchiriadis (circa 900), nei quali il cantus firmus è alla voce più alta e la parte nuova della composizione alla voce inferiore. Sono però esempi esclusivamente teorici: la notazione qui contenuta non era infatti utilizzata per notare i libri liturgici.
Le composizioni basate su cantus firmus continuarono ad essere la norma per tutto il XIII secolo: molta della musica delle scuole di San Marziale e di Notre-Dame era costruita su cantus firmus gregoriano; infatti, questo tipo di polifonia era strettamente liturgica. Durante il XIII secolo si fece strada un nuovo genere, il mottetto, nel quale il cantus firmus appare alla voce più grave, il tenor, e si muove generalmente a valori uguali. Il canto piano viene quindi trasformato alla luce delle nuove "invenzioni" ritmiche, portate soprattutto dalla Scuola di Notre Dame, nella quale vi erano dei modi ritmici prestabiliti. Nello sviluppo del mottetto, però, le figure musicali cominciano ad acquisire una durata precisa a seconda della loro grafia. La voce tenorile (dal verbo latino Tenere), cantava quindi le note di durata più elevata, ed intorno ad esse le altre voci sviluppavano linee melodiche elaborate, facendo uso, frequentemente, di testi differenti, in latino o nelle nuove lingue romanze vernacolari che si stavano sviluppano proprio nello stesso periodo.
Nel XIV secolo la tecnica continuò ad essere ampiamente usata per la maggior parte della musica vocale, anche se iniziarono ad apparire delle elaborazioni della linea melodica. Il tenor cominciò ad essere modificato e ampliato, pur rimanendo alla base della composizione, seguendo una tecnica chiamata (a posteriori) isoritmia, la quale consisteva appunto nella variazione ritmica e/o melodica della voce di tenor. Tra gli esponenti più importanti di questa tecnica ricordiamo Philippe de Vitry e Guillaume de Machaut.
Di Machaut è una delle prime messe cicliche, la Messa di Notre-Dame, antesignana di una pratica che diventerà frequentissima nel corso del Quattrocento, basata interamente su cantus firmus come colonna portante della composizione. In questo caso, il cantus firmus proveniva, per ogni brano della messa, da ognuno dei brani corrispondenti dell'ordinario: il materiale che conferiva unità alla composizione non era quello musicale, ma era l'occasione stessa. Nel secolo successivo si fece invece strada l'idea di utilizzare un unico brano come base fondamentale di tutta la messa.

### Rinascimento
A partire dal Quattrocento si assiste al fiorire di pratiche diverse di elaborazione del cantus firmus, quali la sua introduzione in ogni voce come un soggetto contrappuntistico, oppure la sua "migrazione" da una voce all'altra nel corso del brano (cantus firmus migrante); si fece strada anche la tecnica della parafrasi, che consisteva in un'elaborazione più complessa della melodia di base. Entrambe le tecniche erano molto utilizzate in Inghilterra tra la fine del Trecento e l'inizio del Quattrocento, come testimonia la tradizione dell'ordinario della messa contenuto nel manoscritto Old Hall.
La pratica di un cantus firmus più semplice non fu però abbandonata: queste raffinate tecniche di elaborazione si affiancano comunque ad altre tradizioni che recavano il cantus firmus "monoritmico", ovvero che conserva la sua veste "originale" a note uguali in composizioni con voci superiori più elaborate ritmicamente. Questo repertorio è esclusivamente liturgico, ed è legato all'uso di compositori locali, soprattutto di area germanica, piuttosto che ai grandi compositori, che ne fanno un uso molto limitato.
Per quanto riguarda le composizioni più "internazionali", la gamma di fonti non si limitò più al canto gregoriano, ma fu sempre più frequente, da parte dei compositori, la scelta di un cantus firmus profano, basato su melodie legale alla tradizione profana orale e scritta, soprattutto chansons. La prima messa nota su cantus firmus profano è la messa "Se la face ay pale" di Guillaume Dufay, datata intorno al 1452. Vi sono numerosi altri esempi di cantus firmus tratti da melodie profane utilizzati nella composizione di messe; fra i più famosi si ricordano Fortuna desperata (attribuita ad Antoine Busnois), Fors seulement (Johannes Ockeghem), Mille regretz (Josquin Des Prez), e Westron Wynde (anonimo).
La melodia profana di uso più frequente come cantus firmus fu senza dubbio L'homme armé. Esistono oltre 40 messe cicliche su questo tema, tra cui due di Josquin Des Prez. Tutti compositori più noti del XV secolo, e molti compositori del medio e tardo Rinascimento, scrissero almeno una messa basata su questa melodia. Strettamente connessa all'utilizzo di materiale profano è la pratica della parodia, nella quale intere composizioni polifoniche e non più una sola linea melodica facevano da cantus firmus per creare brani nuovi: un esempio è la messa Sicut Lilium di Giovanni Pierluigi da Palestrina, basata su un mottetto. Con Josquin si diffonde anche l'uso di un cantus firmus inventato ex novo, come nella sua messa Hercules Dux Ferrarie, basata su un soggetto cavato sulla trasformazione delle sillabe suddette in note musicali.
La pratica del cantus firmus non è solo limitata alla musica vocale, ma l'utilizzo di un canto come base per le composizioni è fortemente diffuso nella pratica strumentale, compositiva e improvvisativa, soprattutto organistica. L'uso didattico di un cantus firmus come base per la composizione è molto frequente nei trattati strumentali del Rinascimento: ad esempio, nel Tratado de Glosas di Diego Ortiz vi sono diversi brani didattici per viola da gamba basati o su canto piano, o su composizioni polifoniche vocali profane.

### Dal XVII secolo
La pratica dell'uso di un cantus firmus profano durò fino al XVII secolo, con un'ultima messa di Carissimi. I compositori tedeschi del Barocco, in particolare Bach, usarono i corali come cantus firmus. Nel primo movimento della Passione secondo Matteo di Bach, il corale "O Lamm Gottes, unschuldig" è caratterizzato da note lunghe, cantate da un coro di voci bianche "in ripieno". Molti dei suoi preludi corali includono un corale al pedale.